# LPGA Tour 2018
Navigation
Édition précédente Édition suivante
La LPGA Tour 2018 est la saison du circuit de la LPGA Tour disputée en 2018, elle se tient entre janvier et novembre 2018 à travers le monde et elle est disputée par l'élite du golf féminin. L’événement est organisée par la LPGA et la plupart des tournois se tiennent aux États-Unis. La saison commence en janvier dans les Bahamas et se termine en novembre en Floride. 

## Calendrier
| Date                   | Tournoi                                            | Lieu         | Vainqueur (nombre de victoires) |
| ---------------------- | -------------------------------------------------- | ------------ | ------------------------------- |
| 25 au 28 janvier       | Pure Silk-Bahamas LPGA Classic                     | Bahamas      | Brittany Lincicome (8)          |
| 15 au 18 février       | ISPS Handa Women's Australian Open                 | Australie    | Ko Jin-Young (2)                |
| 22 au 25 février       | Honda LPGA Thailand                                | Thaïlande    | Jessica Korda (5)               |
| 1er au 4 mars          | HSBC Women's World Championship                    | Singapour    | Michelle Wie (5)                |
| 15 au 18 mars          | Bank of Hope Founders Cup                          | Arizona      | Inbee Park (19)                 |
| 22 au 25 mars          | Kia Classic                                        | Californie   | Ji Eun-Hee (4)                  |
| 29 mars au 1er avril   | ANA Inspiration                                    | Californie   | Pernilla Lindberg (1)           |
| 11 au 14 avril         | Lotte Championship                                 | Hawaï        | Brooke Henderson (6)            |
| 19 au 22 avril         | Hugel-JTBC Championship                            | Californie   | Moriya Jutanugarn (1)           |
| 26 au 29 avril         | LPGA Mediheal Championship                         | Californie   | Lydia Ko (15)                   |
| 3 au 6 mai             | Volunteers of America LPGA Texas Classic           | Texas        | Park Sung-hyun (3)              |
| 17 au 20 mai           | Kingsmill Championship                             | Virginie     | Ariya Jutanugarn (8)            |
| 24 au 27 mai           | LPGA Volvik Championship                           | Michigan     | Minjee Lee (4)                  |
| 31 mai au 3 juin       | U.S. open féminin                                  | Alabama      | Ariya Jutanugarn (9)            |
| 8 au 10 juin           | ShopRite LPGA Classic                              | New Jersey   | Annie Park (1)                  |
| 14 au 17 juin          | Meijer LPGA Classic                                | Michigan     | Ryu So-yeon (6)                 |
| 22 au 24 juin          | Walmart NW Arkansas Championship                   | Arkansas     | Nasa Hataoka (1)                |
| 28 juin au 1er juillet | PGA Championship féminin                           | Illinois     | Park Sung-hyun (4)              |
| 5 au 8 juillet         | Thornberry Creek LPGA Classic                      | Wisconsin    | Kim Sei-young (7)               |
| 12 au 15 juillet       | Marathon Classic                                   | Ohio         | Thidapa Suwannapura (1)         |
| 26 au 29 juillet       | Aberdeen Standard Investments Ladies Scottish Open | Écosse       | Ariya Jutanugarn (10)           |
| 2 au 5 août            | British Open feminin                               | Angleterre   | Georgia Hall (1)                |
| 16 au 19 août          | Indy Women in Tech Championship                    | Indiana      | Park Sung-hyun (5)              |
| 23 au 26 août          | CP Women's Open                                    | Canada       | Brooke Henderson (7)            |
| 30 août au 2 septembre | Cambia Portland Classic                            | Oregon       | Marina Alex (1)                 |
| 13 au 16 septembre     | Evian Championship                                 | France       | Angela Stanford (6)             |
| 4 au 7 octobre         | UL International Crown                             | Corée du Sud | Corée du Sud                    |
| 11 au 14 octobre       | LPGA KEB Hana Bank Championship                    | Corée du Sud | Chun In-gee (3)                 |
| 18 au 21 octobre       | Buick LPGA Shanghai                                | Chine        | Danielle Kang (2)               |
| 25 au 28 octobre       | Swinging Skirts LPGA Taiwan Championship           | Taïwan       | Nelly Korda (1)                 |
| 2 au 4 novembre        | Toto Japan Classic                                 | Japon        | Nasa Hataoka (2)                |
| 7 au 10 novembre       | Blue Bay LPGA                                      | Chine        | Gaby López (1)                  |
| 15 au 18 novembre      | CME Group Tour Championship                        | Floride      | Lexi Thompson (10)              |